# 1976年モントリオールオリンピックのルーマニア選手団
1976年モントリオールオリンピックのルーマニア選手団（1976ねんモントリオールオリンピックのルーマニアせんしゅだん）は、1976年7月17日から8月1日にかけてカナダのモントリオールで開催された1976年モントリオールオリンピックのルーマニア選手団、およびその競技結果。

## 概要
今大会は金メダル4個、銀メダル9個、銅メダル14個の合計27個のメダルを獲得した。
体操では、ナディア・コマネチが女子個人総合・段違い平行棒・女子平均台で3冠を達成した。

## メダル
| メダル | 選手名             | 競技 | 種目             |
| ------ | ------------------ | ---- | ---------------- |
| 金     | ナディア・コマネチ | 体操 | 女子個人総合     |
| 金     | ナディア・コマネチ | 体操 | 女子段違い平行棒 |
| 金     | ナディア・コマネチ | 体操 | 女子平均台       |
| 銅     | ゲオルゲ・メゲレア | 陸上 | 男子やり投       |
| 銅     | ナディア・コマネチ | 体操 | 女子ゆか         |